# War of the Vikings
War of the Vikings — (рус.  «Война викингов») — компьютерная игра, относящаяся к жанру многопользовательского action. Разработана шведской компанией Fatshark. Официальным издателем игры является Paradox Interactive. Анонсирована 7 августа 2013 года в Сиднее, Австралия. Игра вышла полностью на русском, английском и немецком языках, французская версия ограничилась интерфейсом и субтитрами.
Сервера игры были выключены 28 февраля 2017 года и игра была удалена из Steam.

## Игровой процесс
War of the Vikings — идейный наследник War of the Roses, в котором игрок сможет встать на одну из двух враждующих сторон и принять участие в масштабных схватках — на одном поле боя смогут участвовать до 64 человек. Игрок может контролировать только одного солдата, борющегося либо с викингами либо с саксами. Есть возможность определять игровой профиль персонажа, выбрать всё от брони, геральдики, щита, бороды, доспехов, оружия и перков. Игровой процесс преимущественно от третьего лица, а сама игра является многопользовательской. Доступно 5 режимов игры.

## Отзывы
| Сводный рейтинг       | Сводный рейтинг |
| Агрегатор             | Оценка          |
| --------------------- | --------------- |
| GameRankings          | 57,60 %         |
| Русскоязычные издания |                 |
| Издание               | Оценка          |
| PlayGround.ru         | 5,3/10          |
| Riot Pixels           | 60 %            |